# Корпус № 5 Ленинградского электротехнического института
Корпус № 5 Ленинградского электротехнического института — здание в стиле советского модернизма, памятник архитектуры. Расположен в Петроградском районе Санкт-Петербурга, современный адрес дома — улица Профессора Попова, 5 литера А.
Здание построено в 1965—1987 годах архитекторами В. Левиашем, Н. Матусевичем, М. Гессе, Г. Ивановой, М. Кораблиной, И. Луценко, К. Яковлевой, инженерами С. Львовым, К. Рубиной. У него сложная форма и силуэт, причём в процессе строительства проект был усложнён, а не упрощён. В оформлении использован контраст яркого кирпича и светлого бетона.
Изначально корпус был рассчитан на 3000 студентов, в плане был Н-образным (параллельно стояли лабораторный и аудиторный блоки, в перемычке — вестибюль и общие помещения). В глубоком подвале была запланирована заизолированная лаборатория для опасных экспериментов. Технические коммуникации, включая вытяжки и газовые трубопроводы, были вынесены в башнеобразные выступы и в гребень над кровлей (у фасада аудиторного корпуса в этих выступах также находится эвакуационные выходы и киноаппаратные). Выдвинутые стены здания — его рёбра жёсткости. Подобными новаторскими приёмами обоснована ценность здания как памятника архитектуры.
В здании была предусмотрена система воздушного климат-контроля, но из-за ошибок при строительстве она не заработала (при пуске вышибло электричество во всём районе); до установки водяного отопления аудитории долгое время были холодными зимой, поэтому студенты даже сравнивали постройку с «Крестами» (как и крестообразный в плане архив МВД, входящий в комплекс ЛЭТИ). После выхода фильмов о Гарри Поттере отношение к Пятому корпусу изменилось, и он получил прозвище «Хогвартс».
Главная лестница здания — две спирали, ведущие на разные этажи (что стало поводом для шуток вида «Как ты поступил в ЛЭТИ? Зашёл в пятый корпус и заблудился»). В проекте, согласно «Ленинградской правде» — 41 типоразмер нестандартных оконных проёмов.
Александр Вавилов, ректор ЛЭТИ, говорил о нём как о «храме на моей крови», но активно участвовал во временами непростом согласовании проекта, усложнение которого началось в 1967 году после V съезда архитекторов, затребовавшего от архитекторов искусства и индивидуального стиля. Использоваться здание начало с 1972 года, задолго до завершения постройки.
Графические листы проекта имеют самостоятельную художественную ценность и хранятся в архивах ЛенНИИпректа и Санкт‑Петербургского Союза архитекторов.